# Marie Taverne
Marie Taverne, artiestennaam voor Theodora Maria Slebe, (Amsterdam, 12 juli 1881 – Rotterdam, 29 maart 1931) was een Nederlands zangeres. Haar stembereik was sopraan.
Ze was dochter van Theodora Catharina Slebe, de vader werd niet genoemd op de geboorteakte. Zij was leerlinge van Cornélie van Zanten en zong bijvoorbeeld in de Beethovenzaal te Berlijn een Schülermatinée, waarbij Coenraad Valentijn Bos de begeleiding verzorgde. Later verdiepte ze zich in het Franse repertoire bij Dyna Beumer in Brussel. Op 10 februari 1906 had zij haar operadebuut bij de Nationale Opera van Cornelis van der Linden. Ze speelde de rol van Elizabeth in Tannhäuser van Richard Wagner. Ze zong die rol in onder meer Rotterdam,Den Haag, Utrecht en Dordrecht. Vervolgens trad ze toe tot het operagezelschap van Elberfeld. In 1909 trouwde ze met koordirigent Bernard Diamant, hun zoon zou furore maken in Canada als muziekpedagoog. Ze zong nog wel onder de naam Marie Diamant-Taverne.
Ze werd begraven op Algemene Begraafplaats Crooswijk.